# Skäftestjärnen (Stuguns socken, Jämtland)
Skäftestjärnen är en sjö i Ragunda kommun i Jämtland och ingår i Indalsälvens huvudavrinningsområde.